# Brittany Crew
Brittany Ann Nicole Crew (née le 6 mars 1994 à Mississauga) est une athlète canadienne, spécialiste du lancer du poids.

## Biographie
Le 27 août 2017, il décroche la médaille d'or de l'Universiade à Taipei avec 18,34 m.
Le 9 août 2019, aux Jeux panaméricains de Lima, elle devient la première Canadienne à lancer au-delà de 19 mètres avec un jet à 19,07 m, marque lui permettant de décrocher la médaille d'argent derrière Danniel Thomas-Dodd (19,55 m).
Elle se classe 8e des championnats du monde 2019 à Doha avec 18,55 m.
Elle vit à Toronto et est entraînée par Richard Parkinson.

## Palmarès
| Date | Compétition                    | Lieu             | Résultat | Marque  |
| ---- | ------------------------------ | ---------------- | -------- | ------- |
| 2014 | Championnats NACAC espoirs     | Kamloops         | 3e       | 16,59 m |
| 2015 | Universiade                    | Gwangju          | 3e       | 17,27 m |
| 2017 | Championnats du monde          | Londres          | 6e       | 18,21 m |
| 2017 | Universiade                    | Taipei           | 1re      | 18,34 m |
| 2018 | Championnats du monde en salle | Birmingham       | 10e      | 17,61 m |
| 2018 | Jeux du Commonwealth           | Gold Coast       | 3e       | 18,32 m |
| 2019 | Universiade                    | Naples           | 7e       | 17,07 m |
| 2019 | Jeux panaméricains             | Lima             | 2e       | 19,07 m |
| 2019 | Ligue de diamant               | Ligue de diamant | 5e       | 18,86 m |
| 2019 | Championnats du monde          | Doha             | 8e       | 18,55 m |

## Records
| Épreuve         | Marque  | Lieu   | Date               |
| --------------- | ------- | ------ | ------------------ |
| Lancer du poids | 19,28 m | Berlin | 1er septembre 2019 |